# Mabuya desiradae
Mabuya desiradae también conocido como Désirade Skink es una especie de escamosos de la familia Scincidae.

## Distribución geográfica
Es endémica de La Deseada (Guadalupe, Francia); quizá también en Petite Terre.

## Estado de conservación
Se encuentra amenazada por la pérdida de su hábitat natural.